# Obali
Pour plus de détails, voir Fiche technique et Distribution.
Obali est un long-métrage gabonais réalisé par Pierre-Marie Dong et Charles Mensah en 1976,,,,,,,,,.

## Synopsis
Le film met en évidence la coutume « obali », qui veut que lorsque l’épouse d’un homme meurt, elle soit remplacée par une autre femme de sa famille.
Ngondo, une jeune fille qui vit dans un village du Haut-Ogoué doit remplacer sa grand-mère décédée et donc épouser son grand-père, mais le problème c’est son amour ainsi que sa grossesse dont le protagoniste est Tsougoudja, un jeune homme ayant vécu à Libreville et contre cette tradition.

## Fiche technique
- Titre français : Obali
- Réalisation : Pierre-Marie Dong, Charles Mensah
- Pays d'origine : Gabon
- Langue originale : français
- Durée : 90 minutes
- Date de sortie : 1976